# ادمون بيكر
ادمون بيكر (بالفرنسية: Edmond Henri Becker)‏ (و. 1871 – 1971 م) هو صائغ ‏، ونحات، وصائغ ذهب، وميدالي ‏، ونقاش فرنسي، ولد في الدائرة العشرون في باريس، توفي في نوجينت سور مارن، عن عمر يناهز 100 عاماً.